# Baby 81
Baby 81 è il quarto album in studio del gruppo musicale alternative rock statunitense Black Rebel Motorcycle Club, pubblicato nel 2007.

## Tracce
1. Took Out a Loan – 4:16
2. Berlin – 3:11
3. Weapon of Choice – 2:50
4. Windows – 6:06
5. Cold Wind – 4:18
6. Not What You Wanted – 3:43
7. 666 Conducer – 4:01
8. All You Do Is Talk – 5:42
9. Lien on Your Dreams – 4:36
10. Need Some Air – 4:04
11. Killing the Light – 3:55
12. American X – 9:11
13. Am I Only – 4:26
14. The Likes of You (Bonus track edizione UK) – 5:12

## Formazione
- Peter Hayes - voce, basso, chitarra
- Robert Levon Been - basso, chitarra, voce
- Nick Jago - batteria, percussioni